# Lloydia
Lloydia là một chi thực vật có hoa trong họ Liliaceae.